# Nu1 Lupi
Nu1 Lupi (ν1 Lupi, ν1 Lup) è una stella solitaria situata nella costellazione del Lupo. Situata a circa 117 anni luce dal sistema solare, la sua magnitudine apparente pari a +5,01 fa sì che questa stella sia visibile a occhio nudo nell'emisfero australe.

## Caratteristiche fisiche
Nu1 Lupi è classificata come stella bianco-gialla di classe spettrale F6 e classe di luminosità III-IV, a indicare che il suo spettro ha caratteristiche intermedie tra quello di una stella subgigante e quello di una gigante avente una massa pari a circa 1,67 masse solari, un raggio pari a circa 2,6 volte quello del Sole e una luminosità circa 10 volte più grande di quella della nostra stella, con una temperatura efficace di quasi 6500 K.
Nu1 Lupi, avente un'età stimata di circa 2 miliardi di anni, sta ruotando piuttosto lentamente con una velocità rotazionale di circa 2,8 km/s, una velocità simile a quella del nostro Sole, pari a circa 2 km/s, il che conferisce alla stella un aspetto piuttosto sferico.
Si ritiene molto probabile che Nu1 Lupi sia la sorgente di un'emissione di raggi X registrata alle sue coordinate con un valore di luminosità pari a 1,09×1029 erg/s.